# André Guettier
André Guettier est un gadzarts (ingénieur Arts et Métiers, Châlons-sur-Marne 1832), chef d'entreprise et personnalité du monde des affaires français du XIXe siècle, né le 22 mars 1817 à Paris, où il est mort le 14 mai 1894.

## Biographie
André Guettier commence sa vie professionnelle aux forges de Virecourt, en 1835, puis passe dans des bureaux d’études (Eugène Flachat, 1836-1837 et Indret) avant d’être contremaître de la fonderie de cuivre d'Indret (1837-1839). Ensuite directeur des fonderies de Tusey, il devient chef de la fonderie de l’école royale d’Arts et Métiers d’Angers à partir de 1843. Longtemps directeur des usines (fonderie et hauts-fourneaux) de Marquise (1848-1864), il rachète enfin en janvier 1863 l'entreprise de mécanique parisienne Vande, Jeanray, Christophe, fondée en 1794, et expose ses productions en particulier à l'exposition universelle de 1867. Il revend cette entreprise en 1880.

## Publications
De 1844 à 1888, André Guettier publie plusieurs ouvrages techniques, parmi lesquels : 
- André Guettier, Histoire des Écoles Impériales d’Arts et Métiers : Liancourt, Compiègne, Beaupréau, Châlons, Angers, Aix, Paris (1re éd. 1865), 466 p. (lire en ligne).
- De la fonderie, 1847, Texte en ligne disponible sur LillOnum